# NCIS (6.ª temporada)
A sexta temporada de NCIS começou em 23 de setembro de 2008 e terminou em 19 de maio de 2009.

## Elenco
| Participante | Participante | Participante | Participante | Participante | Participante        |
| ------------ | ------------ | ------------ | ------------ | ------------ | ------------------- |
|              | Principal    |              | Recorrente   |              | Convidado/Flashback |

| Personagem             | Ator/atriz         | Cargo                                                        | Participante      |
| ---------------------- | ------------------ | ------------------------------------------------------------ | ----------------- |
| Leroy Jethro Gibbs     | Mark Harmon        | Agente especial Supervisor do NCIS                           |                   |
| Tony DiNozzo           | Michael Weatherly  | Agente Especial Senior do NCIS                               |                   |
| Ziva David             | Cote de Pablo      | Agente de Ligação MOSSAD-NCIS                                |                   |
| Abby Sciuto            | Pauley Perrette    | Especialista Forense do NCIS                                 |                   |
| Timothy McGee          | Sean Murray        | Agente Especial do NCIS                                      |                   |
| Leon Vance             | Rocky Carroll      | Diretor Assistente NCIS                                      |                   |
| Donald "Ducky" Mallard | David McCallum     | Chefe dos Legistas do NCIS                                   |                   |
| Jimmy Palmer           | Brian Dietzen      | Legista assistente                                           | Também Estrelando |
| Michelle Lee           | Liza Lapira        | Agente do NCIS                                               |                   |
| Eli David              | Michael Nouri      | Comandante do Mossad (Pai de Ziva)                           |                   |
| Michael Rivkin         | Merik Tadros       | Ex parceiro da Ziva no Mossad                                |                   |
| Tobias Fornell         | Joe Spano          | Agente Especial do FBI                                       |                   |
| Jack Kale              | Jon Huertas        | Sargento                                                     |                   |
| Phillip Davenport      | Jude Ciccolella    | Secretario da Marinha                                        |                   |
| Trent Kort             | David Dayan Fisher | Agente Especial da CIA                                       |                   |
| Jackson Gibbs          | Ralph Waite        | Pai do Gibbs                                                 | Ep.4              |
| Mike Franks            | Muse Watson        | Ex Agente (Chefe Gibbs durante a transição do NIS para NCIS) | Ep.15             |
| Clay Boyd              | Lance Henriksen    | Sheriff                                                      | Ep.17             |

## Episódios
A sexta temporada de NCIS foi composta principalmente por episódios isolados, sendo um deles duplo, o piloto da série "spin-off" NCIS:Los Angeles. Os dois únicos arcos da temporada envolveram a descoberta de uma traidora na equipe, a agente Lee (episódios 6.8 e 6.9) e os dois últimos episódios, que resultaram na saída da Agente Ziva David do NCIS e seu retorno ao Mossad, concluindo com um "cliffhanger" em que ela é feita prisioneira por um terrorista. Há ainda episódios centrados em Gibbs ("Capitol Offense", "Heartland"), em Tony ("Agent Afloat", "Bounce"), Abby ("Toxic"), McGee ("Caged"), Ducky ("Broken Bird") e no Diretor Vance ("Knockout").
| Sequência | Episódios | Título                         | Direção             | Escrito por                                   | Data de exibição        | Audiência EUA (em milhões) |
| --- | --------- | ------------------------------ | ------------------- | --------------------------------------------- | ----------------------- | -------------------------- |
| 114 | 1         | "Último Homem em Pé"           | Tony Wharmby        | Shane Brennan                                 | 23 de setembro de 2008  | 17.72                      |
| Quando um sub-oficial é assassinado, Gibbs descobre sobre a misteriosa conexão entre a licença de sua equipe e o caso. Personagens recorrentes: Michael Nouri como Diretor do Mossad Eli David; Liza Lapira como Agente do NCIS Michele Lee                                                                |           |                                |                     |                                               |                         |                            |
| 115 | 2         | "Agente à Tona"                | Thomas J. Wright    | Dan Fesman e David North                      | 30 de setembro de 2008  | 17.24                      |
| Enquanto investiga o suicídio misterioso de um tenente da marinha a bordo de um porta-aviões, DiNozzo descobre que o suicídio pode ser, na verdade, parte de um esquema ainda mais mortal. |           |                                |                     |                                               |                         |                            |
| 116 | 3         | "Ofensa Capital"               | Dennis Smith        | Frank Cardea e George Schenck                 | 7 de outubro de 2008    | 15.69                      |
| Quando o senador Patrick Kiley procura a ajuda de Gibb para solucionar o assassinato de um jovem oficial da Marinha, a equipe de NCIS encontra-se perdida no mundo da política em Washington. Enquanto isso, Abby sente-se ofendida quando alguém rouba seu bolinho.                                       |           |                                |                     |                                               |                         |                            |
| 117 | 4         | "Terra do Coração"             | Tony Wharmby        | Jesse Stern                                   | 14 de outubro de 2008   | 17.86                      |
| Segredos do passado de Gibb são revelados quando a equipe de NCIS vai até sua cidade natal para investigar um assassinato. Personagem recorrente: Ralph Waite como Jackson Gibbs. |           |                                |                     |                                               |                         |                            |
| 118 | 5         | "Nove Vidas"                   | Dennis Smith        | Linda Burstyn, Dan Fesman and David North     | 21 de outubro de 2008   | 17.06                      |
| Enquanto participam da caçada ao assassino cruel de um marinheiro, a equipes de NCIS e Gibbs encontram-se novamente trabalhando com o agente do FBI, Fornell. Personagem recorrente: Joe Spano como Agente do FBI Fornell.                                                                                 |           |                                |                     |                                               |                         |                            |
| 119 | 6         | "Assassinato 2.0"              | Arvin Brown         | Steven Binder                                 | 28 de outubro de 2008   | 17.08                      |
| Na semana do Halloween, um assassino usa a internet para deixar pistas sobre a identidade de sua próxima vítima. |           |                                |                     |                                               |                         |                            |
| 120 | 7         | "Efeito Colateral"             | Terrence O'Hara     | Alfonso Moreno                                | 11 de novembro de 2008  | 18.79                      |
| A equipe enfrenta um assalto a banco que termina com assassinato, e Gibbs duvida de suas habilidades quando um novato é designado para ajudar na investigação. Personagem recorrente: Liza Lapira como Agente do NCIS Michele Lee                                                                          |           |                                |                     |                                               |                         |                            |
| 121 | 8         | "Capa"                         | James Whitmore, Jr. | Jesse Stern                                   | 18 de novembro de 2008  | 17.98                      |
| Um segredo chocante é revelado e um dos membros da equipe sofrerá as conseqüências com a descoberta de um espião. Personagem recorrente: Liza Lapira como Agente do NCIS Michele Lee |           |                                |                     |                                               |                         |                            |
| 122 | 9         | "Punhal"                       | Dennis Smith        | Reed Steiner e Christopher J. Waild           | 25 de novembro de 2008  | 18.16                      |
| Depois de uma revelação chocante, a equipe de NCIS é forçada a confiar em pessoas suspeitas para evitar que segredos do governo vazem. Personagem recorrente: Liza Lapira como Agente do NCIS Michele Lee                                                                                                  |           |                                |                     |                                               |                         |                            |
| 123 | 10        | "Atropelamento"                | Thomas J. Wright    | Steven Kriozere                               | 2 de dezembro de 2008   | 18.54                      |
| A equipe investiga a morte de um oficial em um acidente de carro. Os agentes suspeitam que não foi exatamente um acidente... |           |                                |                     |                                               |                         |                            |
| 124 | 11        | "Noite Silenciosa"             | Tony Wharmby        | Frank Cardea e George Schenck                 | 16 de dezembro de 2008  | 19.86                      |
| Durante a semana de Natal, a equipe NCIS trabalha mais do que o normal na procura de um suspeito que todos pensavam ter morrido há 17 anos. |           |                                |                     |                                               |                         |                            |
| 125 | 12        | "Enjaulado"                    | Leslie Libman       | Alfonso Moreno                                | 6 de janeiro de 2009    | 19.07                      |
| A equipe NCIS deve revelar a verdade por trás do assassinato de um guarda presidiário que resultou numa rebelião na prisão. McGee termina virando refém dos detentos. |           |                                |                     |                                               |                         |                            |
| 126 | 13        | "Pássaro Quebrado"             | James Whitmore, Jr. | Jesse Stern                                   | 13 de janeiro de 2009   | 18.48                      |
| Segredos do passado de Ducky são revelados quando ele termina sendo esfaqueado na cena do crime. Personagem recorrente: David Dayan Fisher como Trent Kort. |           |                                |                     |                                               |                         |                            |
| 127 | 14        | "Amor & Guerra"                | Terrence O'Hara     | Steven Binder e David North                   | 27 de janeiro de 2009   | 19.04                      |
| A equipe NCIS investiga o assassinato bizarro de um capitão da Marinha, que levava uma vida privada suspeita e que pode ter sido a razão por que ele foi assassinato. |           |                                |                     |                                               |                         |                            |
| 128 | 15        | "Libertação"                   | Dennis Smith        | Dan Fesman e Reed Steiner                     | 10 de fevereiro de 2009 | 17.97                      |
| A equipe NCIS se envolve com uma gangue urbana, enquanto investiga a morte de um oficial da Marinha. Gibbs deve encarar seu passado mais uma vez quando encontra uma mensagem na cena do crime. Personagem recorrente: Muse Watson como Mike Franks.                                                       |           |                                |                     |                                               |                         |                            |
| 129 | 16        | "Ressalto"                     | Arvin Brown         | Steven Binder e David North                   | 17 de fevereiro de 2009 | 18.07                      |
| Quando um dos antigos casos de Tony é reaberto, ele troca de papel com Gibbs para finalmente resolver o crime. |           |                                |                     |                                               |                         |                            |
| 130 | 17        | "Sul pelo Southwest"           | Thomas J. Wright    | Frank Cardea e George Schenck                 | 24 de fevereiro de 2009 | 17.92                      |
| Quando um agente conhecido dos NCIS é assassinado, a equipe vai até o deserto para localizar a mulher que pode ter a resposta para a morte misteriosa. |           |                                |                     |                                               |                         |                            |
| 131 | 18        | "Nocaute"                      | Tony Wharmby        | Jesse Stern                                   | 17 de março de 2009     | 15.51                      |
| A morte de um lutador de boxe faz com que Vance coloque a equipe NCIS para investigar o caso. Enquanto isso, Gibbs investiga o passado de Vance. |           |                                |                     |                                               |                         |                            |
| 132 | 19        | "Esconde-Esconde"              | Dennis Smith        | Dan Fesman                                    | 24 de março de 2009     | 17.54                      |
| Quando uma criança descobre uma arma com a qual alguém foi morto, a família inteira termina ficando sob investigação, enquanto a equipe NCIS precisa descobrir quem foi o último a usar a arma e quem foi baleado por ela.                                                                                 |           |                                |                     |                                               |                         |                            |
| 133 | 20        | "Cálculo Morto"                | Terrence O'Hara     | David North, Reed Steiner e Christopher Waild | 31 de março de 2009     | 17.23                      |
| Gibss não tem opção a não ser se unir a Trent Kort para perseguir um dos criminosos mais procurados pelo NCIS. Personagem recorrente: David Dayan Fisher como Trent Kort. |           |                                |                     |                                               |                         |                            |
| 134 | 21        | "Tóxico"                       | Thomas J. Wright    | Steven Binder                                 | 7 de abril de 2009      | 17.55                      |
| Abby é chamada para substituir um cientista do governo que desapareceu enquanto trabalhava em um projeto ultra-secreto, e a equipe teme que sua vida está em perigo. |           |                                |                     |                                               |                         |                            |
| 135 | 22        | "Legenda (Parte 1)"            | Tony Wharmby        | Shane Brennan                                 | 28 de abril de 2009     | 16.32                      |
| Gibbs e McGee trabalham com o Escritório de Projetos Especiais da NCIS de Los Angeles para solucionar o assassinato de um marinheiro, e a investigação se transforma em um caso de segurança nacional. Nota: Lançamento do spin-off NCIS: Los Angeles.                                                     |           |                                |                     |                                               |                         |                            |
| 136 | 23        | "Legenda (Parte 2)"            | James Whitmore, Jr. | Shane Brennan                                 | 5 de maio de 2009       | 16.28                      |
| Gibbs e McGee continuam sua busca pelo terrorista em Los Angeles. Tony questiona Ziva sobre seu relacionamento com Rivkin. Nota: Lançamento do spin-off NCIS: Los Angeles. |           |                                |                     |                                               |                         |                            |
| 137 | 24        | "Semper Fidelis (Sempre Fiel)" | Tony Wharmby        | Jesse Stern                                   | 12 de maio de 2009      | 15.78                      |
| Quando um agente é morto após uma falha na segurança da residência do SecNav, a equipe de NCIS é forçada a trabalhar ao lado do FBI e do ICE (Immigration and Customs Enforcement) para solucionar o caso. Enquanto isso, Tony encara Rivkin. Personagem recorrente: Joe Spano como Agente do FBI Fornell. |           |                                |                     |                                               |                         |                            |
| 138 | 25        | "Aliyah"                       | Dennis Smith        | David North                                   | 19 de maio de 2009      | 16.09                      |
| Depois do confronto entre Tony e Rivkin, a equipe de NCIS vai até Tel Aviv em Israel, onde não são bem-recebidos pelo pai de Ziva, o líder do Mossad. Gibbs deve tomar uma decisão importante quando a situação fica tensa. Personagem recorrente: Michael Nouri como Diretor do Mossad Eli David.         |           |                                |                     |                                               |                         |                            |